# Бокас-дель-Торо (территория)

Территория Бокас-дель-Торо в составе республики Новая Гранада в 1850 году

Территория Бокас-дель-Торо (исп. Territorio de Bocas del Toro) — административная единица, существовавшая в составе республики Новая Гранада в 1843—1850 годах.
Конституция 1832 года, принятая при образовании государства, позволяла помимо «провинций» образовывать на удалённых и слабонаселённых землях и административные единицы другого вида — «территории». Первой «территорией» в составе страны стала образованная в 1843 году Бокас-дель-Торо. Это были земли, на которые страна претендовала с момента обретения независимости от Испании; они соответствовали современным провинции Бокас-дель-Торо и комарке Нгобе-Бугле государства Панама, а также историческому региону Москитовый берег вплоть до мыса Кабо-Грасьяс-а-Дьос при впадении реки Коко.
Схема управления, опробованная в Бокас-дель-оро, была впоследствии распространена и на другие создаваемые в Новой Гранаде «территории»: президент республики напрямую назначал префекта территории, который был на ней высшей политической, фискальной, военной и юридической властью. Бокас-дель-Торо имела особые системы налогообложения и землевладения, отличающиеся от систем в прочих частях страны.
В 1850 году территория Бокас-дель-Торо была расформирована, а её земли вошли в состав провинции Верагуас.